# Ravshan Ermatov
Ravshan Ermatov, a nemzetközi sportsajtóban gyakran Ravshan Irmatov (Taskent, 1977. augusztus 8. –) üzbegisztáni nemzetközi labdarúgó-játékvezető. Polgári foglalkozása testnevelő tanár.	

## Pályafutása

### Nemzeti játékvezetés
Játékvezetésből Taskentben  vizsgázott. A Taskenti labdarúgó-szövetség által üzemeltetett labdarúgó bajnokságokban kezdte sportszolgálatát. Az Üzbegisztáni labdarúgó-szövetség Játékvezető Bizottságának (JB) minősítésével 2000-től az Oliy League játékvezetője. Küldési gyakorlat szerint rendszeres 4. bírói szolgálatot is végzett.

### Nemzetközi játékvezetés
Az Üzbegisztáni labdarúgó-szövetség JB terjesztette fel nemzetközi játékvezetőnek, a Nemzetközi Labdarúgó-szövetség (FIFA) 2003-tól tartja nyilván bírói keretében. A FIFA JB központi nyelvei közül az angolt beszéli. Az AFC JB/FIFA JB minősítésével elit játékvezető. Több nemzetek közötti válogatott, valamint AFC-bajnokok ligája klubmérkőzést vezetett, vagy működő társának 4. bíróként segített.

#### Labdarúgó-világbajnokság
A 2003-as U17-es labdarúgó-világbajnokságon, a 2007-es U17-es labdarúgó-világbajnokságon, valamint a 2009-es U17-es labdarúgó-világbajnokságon a FIFA JB hivatalnokként foglalkoztatta.

##### 2003-as U17-es labdarúgó-világbajnokság
| Időpont             | Helyszín                | Mérkőzés típusa              | Mérkőzés                               | Eredmény | Nézők száma |
| ------------------- | ----------------------- | ---------------------------- | -------------------------------------- | -------- | ----------- |
| 2003. augusztus 14. | Ratina Stadion, Tampere | csoportmérkőzés (C. csoport) | Jemen–Portugália                       | 3 – 4    | 6400        |
| 2003. augusztus 17. | Lahden Stadion, Lahti   | csoportmérkőzés (D. csoport) | Amerikai Egyesült Államok–Sierra Leone | 2 – 1    | 4950        |

##### 2007-es U17-es labdarúgó-világbajnokság
| Időpont             | Helyszín                      | Mérkőzés típusa              | Mérkőzés                | Eredmény | Nézők száma |
| ------------------- | ----------------------------- | ---------------------------- | ----------------------- | -------- | ----------- |
| 2007. augusztus 21. | Jeju Stadion, Szögvipo        | csoportmérkőzés (B. csoport) | Brazília–Észak-Korea    | 6 – 1    | 13 500      |
| 2007. augusztus 25. | Gwang-Yang Stadion, Gwangyang | csoportmérkőzés(C. csoport)  | Spanyolország–Argentína | 1 – 1    | 5500        |
| 2007. augusztus 29. | Városi Stadion, Csangwon      | egyik nyolcaddöntő           | Tunézia–Franciaország   | 1 – 3    | 2150        |

##### 2009-es U17-es labdarúgó-világbajnokság
| Időpont            | Helyszín                      | Mérkőzés típusa              | Mérkőzés                                                                 | Eredmény | Nézők száma |
| ------------------ | ----------------------------- | ---------------------------- | ------------------------------------------------------------------------ | -------- | ----------- |
| 2009. október 24.  | Városi Stadion, Abuja         | csoportmérkőzés (A. csoport) | Nigéria–Németország                                                      | 3 – 3    | 21 300      |
| 2009. október 28.  | U.J. Esuene Stadion, Calabar  | csoportmérkőzés (C. csoport) | Hollandia–Gambia                                                         | 2 – 1    | 6800        |
| 2009. október 31.  | Nnamdi Azikiwe Stadion, Enugu | csoportmérkőzés (D. csoport) | Burkina Faso–Costa Rica                                                  | 4 – 1    | 11 483      |
| 2009. november 12. | Teslim Balogun Stadion, Lagos | egyik elődöntő               | Spanyol U17-es labdarúgó-válogatott–Nigériai U17-es labdarúgó-válogatott | 1 – 3    | 24 000      |

##### U20-as labdarúgó-világbajnokság
A 2007-es U20-as labdarúgó-világbajnokságon a FIFA JB bíróként alkalmazta.
| Időpont          | Helyszín                       | Mérkőzés típusa              | Mérkőzés                 | Eredmény | Nézők száma |
| ---------------- | ------------------------------ | ---------------------------- | ------------------------ | -------- | ----------- |
| 2007. július 5.  | Commonwealth Stadion, Edmonton | csoportmérkőzés (A. csoport) | Chile–Kongó              | 3 – 0    | 30 352      |
| 2007. július 2.  | Nemzeti Stadion, Toronto       | csoportmérkőzés (C. csoport) | Gambia–Mexikó            | 0 – 3    | 19 526      |
| 2007. július 11. | Nemzeti Stadion, Toronto       | egyik nyolcaddöntő           | Egyesült Államok–Uruguay | 2 – 1    | 19 625      |
| 2007. július 14. | Commonwealth Stadion, Edmonton | egyik negyeddöntő            | Spanyolország–Csehország | 1 – 1    | 26 801      |

---
A 2006-os labdarúgó-világbajnokságon, a 2010-es labdarúgó-világbajnokságon, a 2014-es labdarúgó-világbajnokságon, valamint 2018-as labdarúgó-világbajnokságon a FIFA JB bíróként alkalmazta. A 2006-os volt az első világtorna, amikor a meghívott játékvezetőhöz (nemzeti vagy nemzetközi) szorosan kapcsolódtak asszisztensei. Selejtező mérkőzéseket az Ázsiai Labdarúgó-szövetség (AFC) zónában vezetett. A 2010-es (5) és a 2014-es (4) világbajnokságon vezetett mérkőzésszámmal 2014. július 5-én átvette az elsőséget Joël Quiniou játékvezetőtől. Az első bírók, aki egy világbajnokságon 5 mérkőzés vezetésére kaptak küldést, Benito Archundia, a 2. Horacio Elizondo, mindketten 2006-ban, a 3. Ravshan Ermatov (2010). Világbajnokságon vezetett mérkőzéseinek száma: 9.

##### 2006-os labdarúgó-világbajnokság
| Időpont           | Helyszín                    | Mérkőzés típusa       | Mérkőzés                                | Eredmény | Nézők száma |
| ----------------- | --------------------------- | --------------------- | --------------------------------------- | -------- | ----------- |
| 2004. március 31. | Chùa Cuõi Stadion, Nam Dinh | előselejtező (2. kör) | Vietnám–Libanon                         | 0 – 2    | 25 000      |
| 2004. október 13. | Municipal Stadion, Bejrút   | előselejtező (2. kör) | Libanoni labdarúgó-válogatott–Dél-Korea | 1 – 1    | 21 000      |
| 2005. március 30. | Városi Stadion, Szaitama    | előselejtező (3. kör) | Japán–Bahrein                           | 1 – 0    | 67 549      |

##### 2010-es labdarúgó-világbajnokság
2008-ban a FIFA JB bejelentette, hogy a 2010-es vb lehetséges játékvezetőinek átmeneti listájára jelölte. A FIFA JB 2010. február 5-én kijelölte a közreműködő 30 játékvezetőt. Az érintettek február 26-án Zürichben orvosi vizsgálaton, márciusban a Kanári-szigeteken továbbképzésen vettek részt. Az ellenőrző vizsgálatokon megfelelt az elvárásoknak, így a FIFA JB asszisztenseivel együtt delegálta a közreműködők keretébe.

###### Selejtező mérkőzések
| Időpont             | Helyszín                                        | Mérkőzés típusa         | Mérkőzés                                                         | Eredmény | Nézők száma |
| ------------------- | ----------------------------------------------- | ----------------------- | ---------------------------------------------------------------- | -------- | ----------- |
| 2007. október 26.   | Pamir Stadion, Dushanbe                         | előselejtező (1. kör)   | Afganisztán–Szíria                                               | 1 – 2    | 2000        |
| 2008. február 6.    | Al Jazira Mohammed Bin Zayed Stadion, Abu-Dzabi | előselejtező(3. kör)    | Egyesült Arab Emírségek–Kuvait                                   | 2 – 0    | 19 000      |
| 2008. június 1.     | Suncorp Stadion, Brisbane                       | előselejtező (3. kör)   | Ausztrália–Irak                                                  | 1 – 0    | 48 678      |
| 2008. június 22.    | Városi Stadion, Szaitama                        | előselejtező (3. kör)   | Japán labdarúgó-válogatott–Bahreini labdarúgó-válogatott         | 1 – 0    | 51 180      |
| 2008. szeptember 6. | Al Jazira Mohammed Bin Zayed Stadion, Abu-Dzabi | előselejtező (4. kör)   | Egyesült arab emírségekbeli labdarúgó-válogatott–Észak-Korea     | 1 – 2    | 10 000      |
| 2009. február 11.   | Kim Il-Sung Stadion, Phenjan                    | előselejtező (4. kör)   | Észak-koreai labdarúgó-válogatott–Szaúd-Arábia                   | 1 – 0    | 48 000      |
| 2009. június 10.    | Azadi Stadion, Teherán                          | előselejtező (4. kör)   | Irán– Egyesült arab emírségekbeli labdarúgó-válogatott           | 1 – 0    | 38 000      |
| 2009. szeptember 9. | King Fahd Stadion, Rijád                        | rájátszás (2. mérkőzés) | Szaúd-arábiai labdarúgó-válogatott–Bahreini labdarúgó-válogatott | 2– 2     | 50 000      |

###### Világbajnoki mérkőzések
| Időpont          | Helyszín                          | Mérkőzés típusa                      | Mérkőzés                                            | Eredmény | Nézők száma |
| ---------------- | --------------------------------- | ------------------------------------ | --------------------------------------------------- | -------- | ----------- |
| 2010. június 11. | Soccer City Stadion, Johannesburg | csoportmérkőzés (A. csoport-, nyitó) | Dél-afrikai Köztársaság–Mexikó labdarúgó-válogatott | 1 – 1    | 84 490      |
| 2010. június 18. | Green Point Stadion, Fokváros     | csoportmérkőzés (C. csoport)         | Anglia–Algéria                                      | 0 – 0    | 64 100      |
| 2010. június 22. | Peter Mokaba Stadion, Polokwane   | csoportmérkőzés (B. csoport)         | Görögország–Argentína                               | 0 – 2    | 38 891      |
| 2010. július 3.  | Green Point Stadion, Fokváros     | egyik negyeddöntő                    | Argentin labdarúgó-válogatott–Németország           | 0 – 4    | 64 100      |
| 2010. július 6.  | Green Point Stadion, Fokváros     | egyik elődöntő                       | Uruguay–Hollandia                                   | 2 – 3    | 62 479      |

##### 2014-es labdarúgó-világbajnokság
2012-ben a FIFA JB bejelentette, hogy a brazil labdarúgó-világbajnokság lehetséges játékvezetőinek 52-es átmeneti listájára jelölte. A szűkített keret tagja.

###### Selejtező mérkőzések
| Időpont             | Helyszín                     | Mérkőzés típusa       | Mérkőzés                                                                         | Eredmény | Nézők száma |
| ------------------- | ---------------------------- | --------------------- | -------------------------------------------------------------------------------- | -------- | ----------- |
| 2011. szeptember 6. | Nemzetközi Stadion, Ammán    | előselejtező (3. kör) | Jordánia–Kína                                                                    | 2 – 1    | 19 000      |
| 2011. október 11.   | Rajamangala Stadion, Bangkok | előselejtező (3. kör) | Thaiföld–Szaúd-arábiai labdarúgó-válogatott                                      | 0 – 0    | 42 000      |
| 2011. november 11.  | Al-Rashid Stadion, Dubai     | előselejtező (3. kör) | Egyesült arab emírségekbeli labdarúgó-válogatott–Dél-koreai labdarúgó-válogatott | 0 – 2    | 8272        |
| 2012. február 29.   | Azadi Stadion, Teherán       | előselejtező (3. kör) | Irán–Katar                                                                       | 2 – 2    | 91 300      |
| 2012. június 3.     | Városi Stadion, Szaitama     | előselejtező (4. kör) | Japán labdarúgó-válogatott–Omán                                                  | 3 – 0    | 63 551      |
| 2013. március 26.   | Ausztrál Stadion, Sydney     | előselejtező (4. kör) | Ausztrál labdarúgó-válogatott –Ománi labdarúgó-válogatott                        | 2 – 2    | 34 603      |

###### Világbajnoki mérkőzés
| Időpont          | Helyszín                       | Mérkőzés típusa              | Mérkőzés                                  | Eredmény | Nézők száma |
| ---------------- | ------------------------------ | ---------------------------- | ----------------------------------------- | -------- | ----------- |
| 2014. június 15. | Nemzeti Stadion, Brazíliaváros | csoportmérkőzés (E. csoport) | Svájc–Ecuador                             | 2 – 1    | 68 351      |
| 2014. június 23. | Pernambuco Stadion, Nicosia    | csoportmérkőzés (A. csoport) | Horvátország–Mexikói labdarúgó-válogatott | 1 – 3    | 41 212      |
| 2014. június 26. | Arena Pernambuco, Recife       | csoportmérkőzés (G. csoport) | Amerika–Német labdarúgó-válogatott        | 0 – 1    | 41 876      |
| 2014. július 5.  | Arena Fonte Nova, Salvador     | egyik negyeddöntő            | Holland labdarúgó-válogatott–Costa Rica   | 0 – 0    | 51 179      |

##### 2018-as labdarúgó-világbajnokság
| Időpont          | Helyszín              | Mérkőzés típusa           | Mérkőzés                                                | Eredmény | Nézők száma |
| ---------------- | --------------------- | ------------------------- | ------------------------------------------------------- | -------- | ----------- |
| 2015. október 8. | Al-Seeb Stadion, Szíb | előselejtező (E. csoport) | Szíriai labdarúgó-válogatott–Japán labdarúgó-válogatott | 0 – 3    | 680         |

#### Ázsia-kupa
A 2004-es Ázsia-kupa, a 2007-es Ázsia-kupa, a 2011-es Ázsia-kupa, valamint a 2015-ös Ázsia-kupa rendezvényen az AFC JB mérkőzésvezetőként foglalkoztatta.

##### 2004-es Ázsia-kupa
| Időpont          | Helyszín                 | Mérkőzés típusa              | Mérkőzés                                                                         | Eredmény | Nézők száma |
| ---------------- | ------------------------ | ---------------------------- | -------------------------------------------------------------------------------- | -------- | ----------- |
| 2004. július 23. | Shandong Stadion, Csinan | csoportmérkőzés (B. csoport) | Egyesült arab emírségekbeli labdarúgó-válogatott–Dél-koreai labdarúgó-válogatott | 0 – 2    | 30 000      |

##### 2007-es Ázsia-kupa
| Időpont             | Helyszín                            | Mérkőzés típusa          | Mérkőzés                                                 | Eredmény | Nézők száma |
| ------------------- | ----------------------------------- | ------------------------ | -------------------------------------------------------- | -------- | ----------- |
| 2006. március 1.    | Royal Oman Police Stadion, Wattayah | előselejtező (C csoport) | Ománi labdarúgó-válogatott–Jordán labdarúgó-válogatott   | 3 – 0    | 11 000      |
| 2006. augusztus 16. | Azadi Stadion, Teherán              | előselejtező (B csoport) | Iráni labdarúgó-válogatott –Szíriai labdarúgó-válogatott | 1 – 1    | 40 000      |

##### 2011-es Ázsia-kupa

###### Selejtező mérkőzések
| Időpont          | Helyszín                       | Mérkőzés típusa          | Mérkőzés                                                 | Eredmény | Nézők száma |
| ---------------- | ------------------------------ | ------------------------ | -------------------------------------------------------- | -------- | ----------- |
| 2009. január 28. | Nemzeti Stadion, Madinat 'Isa  | előselejtező (A csoport) | Bahreini labdarúgó-válogatott–Japán labdarúgó-válogatott | 1 – 0    | 11 200      |
| 2010. január 6.  | Al Kuwait Stadion, Kuvaitváros | előselejtező (B csoport) | Kuvait–Ausztrál labdarúgó-válogatott                     | 2 – 2    | 20 000      |

###### Ázsia-kupa mérkőzések
| Időpont          | Helyszín                         | Mérkőzés típusa              | Mérkőzés                                                       | Eredmény | Nézők száma |
| ---------------- | -------------------------------- | ---------------------------- | -------------------------------------------------------------- | -------- | ----------- |
| 2011. január 11. | Ahmed bin Ali Stadion, Al Rayyan | csoportmérkőzés (D. csoport) | Iraki labdarúgó-válogatott–Iráni labdarúgó-válogatott          | 1 – 2    | 10 478      |
| 2011. január 17. | Ahmed bin Ali Stadion, Al Rayyan | csoportmérkőzés (B. csoport) | Szaúd-arábiai labdarúgó-válogatott –Japán labdarúgó-válogatott | 0 – 5    | 2022        |
| 2011. január 22. | Qatar SC Stadion, Doha           | egyik negyeddöntő            | Iráni labdarúgó-válogatott–Dél-koreai labdarúgó-válogatott     | 0 – 1    | 7111        |
| 2011. január 29. | Khalifa Stadion, Doha            | döntő                        | Ausztrál labdarúgó-válogatott–Japán labdarúgó-válogatott       | 0 – 1    | 37 174      |

##### 2015-ös Ázsia-kupa

###### Selejtező mérkőzések
| Időpont            | Helyszín                                    | Mérkőzés típusa          | Mérkőzés                                                      | Eredmény | Nézők száma |
| ------------------ | ------------------------------------------- | ------------------------ | ------------------------------------------------------------- | -------- | ----------- |
| 2013. február 6.   | Prince Mohamed bin Fahd Stadion, Dammám     | előselejtező (C csoport) | Szaúd-arábiai labdarúgó-válogatott–Kínai labdarúgó-válogatott | 2 – 1    | 20 000      |
| 2013. október 15.  | Camille Chamoun Sports City Stadion, Bejrút | előselejtező (B csoport) | Libanon–Kuvaiti labdarúgó-válogatott                          | 2 – 1    | 15 000      |
| 2013. november 19. | Galero Bung Karno Stadion, Jakarta          | előselejtező (C csoport) | Indonézia–Iraki labdarúgó-válogatott                          | 1 – 1    | 300         |
| 2014. március 5.   | King Abdullah Stadion, Ammán                | előselejtező (A csoport) | Jordán labdarúgó-válogatott–Szíriai labdarúgó-válogatott      | 2 – 1    | 3745        |

###### Ázsia-kupa mérkőzés
| Időpont          | Helyszín                       | Mérkőzés típusa              | Mérkőzés                                                                       | Eredmény | Nézők száma |
| ---------------- | ------------------------------ | ---------------------------- | ------------------------------------------------------------------------------ | -------- | ----------- |
| 2015. január 9.  | Rectangular Stadion, Melbourne | csoportmérkőzés (A. csoport) | Ausztrál labdarúgó-válogatott–Kuvaiti labdarúgó-válogatott                     | 4 – 1    | 25 231      |
| 2015. január 15. | Ausztrál Stadion, Sydney       | csoportmérkőzés (C. csoport) | Katari labdarúgó-válogatott–Iráni labdarúgó-válogatott                         | 0 – 1    | 22 672      |
| 2015. január 20. | Rectangular Stadion, Melbourne | csoportmérkőzés (D. csoport) | Japán labdarúgó-válogatott–Jordán labdarúgó-válogatott                         | 2 – 0    | 25 016      |
| 2015. január 27. | Városi Stadion, Newcastle      | egyik elődöntő               | Ausztrál labdarúgó-válogatott–Egyesült arab emírségekbeli labdarúgó-válogatott | 2 – 0    | 210 790     |

#### Gulf-kupa
A 2013-as Gulf-kupa labdarúgó tornán a AFC JB bíróként foglalkoztatta.
| Időpont          | Helyszín               | Mérkőzés típusa              | Mérkőzés                                                        | Eredmény | Nézők száma |
| ---------------- | ---------------------- | ---------------------------- | --------------------------------------------------------------- | -------- | ----------- |
| 2013. január 5.  | Nemzeti Stadion, Riffa | csoportmérkőzés (A. csoport) | Bahreini labdarúgó-válogatott–Ománi labdarúgó-válogatott        | 0 – 0    | 35 000      |
| 2013. január 12. | Nemzeti Stadion, Riffa | csoportmérkőzés (B. csoport) | Kuvaiti labdarúgó-válogatott–Szaúd-arábiai labdarúgó-válogatott | 1 – 0    | 25 000      |
| 2013. január 15. | Nemzeti Stadion, Riffa | egyik elődöntő               | Iraki labdarúgó-válogatott–Bahreini labdarúgó-válogatott        | 1 – 1    | 25 000      |

#### ASEAN labdarúgó-bajnokság
A 2012-es AFF Suzuki Cup labdarúgó tornán az AFC JB hivatalnokként vette igénybe szolgálatát.
| Időpont            | Helyszín                      | Mérkőzés típusa   | Mérkőzés                                 | Eredmény |
| ------------------ | ----------------------------- | ----------------- | ---------------------------------------- | -------- |
| 2012. december 22. | Supachalasai Stadion, Bangkok | döntő 2. mérkőzés | Thaiföldi labdarúgó-válogatott–Szingapúr | 1 – 0    |

#### Olimpiai játékok
A 2012. évi nyári olimpiai játékokon a FIFA JB bírói szolgálatra alkalmazta.
| Időpont             | Helyszín                         | Mérkőzés típusa              | Mérkőzés        | Eredmény | Nézők száma |
| ------------------- | -------------------------------- | ---------------------------- | --------------- | -------- | ----------- |
| 2012. július 26.    | Old Trafford stadion, Manchester | csoportmérkőzés (A. csoport) | Anglia–Szenegál | 1 – 1    | 72 176      |
| 2012. augusztus 1.  | Millennium Stadion, Cardiff      | csoportmérkőzés (B. csoport) | Mexikó–Svájc    | 1 – 0    | 50 000      |
| 2012. augusztus 10. | Millennium Stadion, Cardiff      | bronztalálkozó               | Dél-Korea–Japán | 2 – 0    | 56 393      |

#### Konföderációs kupa
A 2013-as konföderációs kupán a FIFA JB játékvezetőként foglalkoztatta.
| Időpont          | Helyszín                             | Mérkőzés típusa              | Mérkőzés             | Eredmény | Nézők száma |
| ---------------- | ------------------------------------ | ---------------------------- | -------------------- | -------- | ----------- |
| 2013. június 22. | Fonte NovaStadion, Salvador da Bahia | csoportmérkőzés (A. csoport) | Olaszország–Brazília | 2 – 4    | 48 874      |

#### Nemzetközi kupamérkőzések
Vezetett kupa-döntők száma: 4.

##### FIFA-klubvilágbajnokság
A 2008-as FIFA-klubvilágbajnokságon, a 2009-es FIFA-klubvilágbajnokságon, valamint a 2011-es FIFA-klubvilágbajnokságon a FIFA JB hivatalnokként foglalkoztatta. 2009-ben csapatával tartalék szerepet kapott.

###### 2008-as FIFA-klubvilágbajnokság
| Időpont            | Helyszín                     | Mérkőzés típusa   | Mérkőzés                       | Eredmény | Nézők száma |
| ------------------ | ---------------------------- | ----------------- | ------------------------------ | -------- | ----------- |
| 2008. december 13. | Nemzeti Stadion, Tokió       | egyik negyeddöntő | Al-Ahli–CF Pachuca             | 2 – 4    | 30 158      |
| 2008. december 21. | Nemzetközi Stadion, Jokohama | döntő             | LDU Quito–Manchester United FC | 0 – 1    | 68 682      |

###### 2011-es FIFA-klubvilágbajnokság
| Időpont            | Helyszín                     | Mérkőzés típusa | Mérkőzés               | Eredmény | Nézők száma |
| ------------------ | ---------------------------- | --------------- | ---------------------- | -------- | ----------- |
| 2011. december 14. | Városi Stadion, Tojota       | 5. helyért      | CF Monterrey–ES Tunis  | 1 – 1    | 13 639      |
| 2011. december 18. | Nemzetközi Stadion, Jokohama | döntő           | Santos FC–FC Barcelona | 0 – 4    | 68 166      |

###### AFC-bajnokok ligája
| Időpont            | Helyszín                          | Mérkőzés típusa     | Mérkőzés                                                | Eredmény | Nézők száma |
| ------------------ | --------------------------------- | ------------------- | ------------------------------------------------------- | -------- | ----------- |
| 2007. november 14. | Városi Stadion, Szaitama          | döntő 2. mérkőzés   | Urava Red Diamonds–Sepahan FC (iráni)                   | 2 – 0    | 59 034      |
| 2011. november 5.  | Városi Stadion, Jeonju            | döntő               | Jeonbuk Hyundai Motors (dél-koreai)–Asz-Szadd al-Katari | 2 – 2    | 41 805      |
| 2013. október 26.  | Szöul világbajnoki Stadion, Szöul | döntő (1. mérkőzés) | Seoul FC (dél-koreai)–Kuangcsou Evergrande              | 2 – 2    | 55 501      |

## Szakmai sikerek
- A IFFHS (International Federation of Football History & Statistics) 1987–2011 évadokról tartott nemzetközi szavazásán 151 játékvezető besorolásával minden idők 38 legjobb bírójának rangsorolta.
- Az Ázsiai Labdarúgó-szövetség (AFC) JB 2008-ban és 2009-ben az Év Játékvezetője elismerő címmel jutalmazta.